# 格拉維蒂 (愛荷華州)
格拉維蒂（英語：Gravity）是一個位於美國愛荷華州泰勒縣的城市。

## 地理
格拉維蒂的座標為40°45′33″N 94°44′39″W / 40.75917°N 94.74417°W，而該地的平均海拔高度為366米（即1201英尺）。

## 人口
根據2010年美國人口普查的數據，格拉維蒂的面積為0.78平方千米，當中陸地面積為0.78平方千米，而水域面積為0.00平方千米。當地共有人口188人，而人口密度為每平方千米241人。